# Nippon Cultural Broadcasting
A Nippon Cultural Broadcasting (株式会社文化放送; Hepburn: Kabushiki Gaisha Bunka Hōsō; JOQR, QR) tokiói székhelyű japán nyelvű rádióállomás, amely a Kantó-régióban fogható. Az adó a Nippon Broadcasting System (JOLF) mellett egyike a National Radio Network (NRN) két legfontosabb rádióállomásának, szoros kapcsolat fűzi a JOLF és a Fuji Television cégekhez.
A JOQR 2006. július 24-én elköltöztette a székhelyét Vakabából (Sindzsuku) a QR Media Plus épületébe, Hamamacucsóba (Minato), majd még ugyanazon a napon helyi idő szerint 13:00-kor onnan kezdte sugározni az adását.

## Műsorszórás
JOQR
- Frekvencia: 1310 kHz (1952. március 31. - 1953. augusztus 14.) → 1130 kHz (1953. augusztus 15. - 1978. november 22.) → 1134 kHz (1978. november 23. -)
- Jelerősség: 10 kW (1952. március 31. - 1954. március 30.) → 50 kW (1954. március 31. - 1971 november) → 100 kW (1971 november - napjainkig)